# Jordi Sabatés i Navarro
Jordi Sabatés i Navarro (Barcelona, 23 d'octubre de 1948 - Barcelona, 10 de gener de 2022) va ser un pianista català contemporani reconegut artísticament en l'àmbit del jazz i la cançó popular en diferents col·laboracions en el món de la cançó i d'altres artistes. És l'autor d'una llarga i prolífica trajectòria.

## Trajectòria artística
Llicenciat en Física, als anys 1960 va col·laborar amb els grups Pic Nic i Om –en aquest segon com a intèrpret– i com a arranjador en treballs com Dioptria de Pau Riba i els primers discos de cantautors com Maria del Mar Bonet, Ovidi Montllor, Quico Pi de la Serra. El 1971 comença com a professional en el món de la música i forma el seu grup, Jarka, amb el qual publica: Ortodòxia, Morgue o Berenice i, posteriorment, Jordi Sabatés i Toti Soler (1973).
És de gran interès l'enregistrament de Vampyria amb Tete Montoliu el 1974 (considerada la millor gravació de jazz català per la revista especialitzada Jaç). El 1975 participà en la primera edició del Festival Canet Rock, així com en la següent edició d'aquest festival amb Santi Arisa. Va rebre del Ministeri de Cultura d'Espanya el "Premio Nacional para Empresas Fonográficas" el 1983 pel CD The Ragtime Dance dedicat a Scott Joplin i el ragtime.
També destacable, entre altres treballs, és el seu apropament escènic a l'imaginari del cineasta aragonès Segundo de Chomón (Terol, 1871 - París, 1929) i a l'il·lusionisme del prestigiós mag Hausson. Amb aquests dos artistes, la música en directe de Jordi Sabatés convergeix en una proposta que dilata i renova l'univers poètic de la cinematografia de Chomón, que es mostra en una selecció de 15 dels seus més sorprenents pel·lícules: Música para una ilusión: Universo Chomón.

## Discografia[8]

### Discografia com artista / autor
- Ortodoxia (LP 1971 amb el seu grup Jarka). Reedició CD: Picap/Actual Records 2008
- Morgue o Berenice (LP 1972 amb el seu grup Jarka). Reedició CD: Picap/Actual Records 2008
- Jordi Sabatés i Toti Soler (LP 1973 Duets de piano i guitarra). Reedició CD: Picap/Actual Records 2008
- El Senyor dels anells (LP 1974 / “Solos de piano”), Reedició CD Picap/Actual Records 2008
- Vampyria (LP 1975, a dos pianos amb Tete Montoliu. Maig 2009, la crítica musical espanyola selecciona Vampyria com el millor disc de la història del jazz català des de 1920). CD Discogràfica: Nuevos Medios.
- El Fantasma de Canterville (LP 1975, contes infantils amb gran orquestra). No ha estat reeditat en CD
- Ocells del més enllà (LP 1975 / Formació de grup). Reedició CD: Picap/Actual Records 2008
- Tot l'enyor de demà (LP 1976 / Formació de grup). Reedició CD: Picap/Actual Records 2008
- Jordi Sabatés, Solos de piano. Duets de Jordi Sabatés i Santi Arisa. (Doble LP 1979) Qualificat amb 5 Estrelles i d'“Obra Mestra” per la revista nord-americana Down Beat). Reedició CD: Picap/Actual Records 2008
- Portraits-Solituds (LP 1979. Dedicat a Frederic Mompou). Solos de piano. Reedició CD: Picap/Actual Records 2011
- Breviari d'amor (LP 1982. Cançons de Sabatés sobre textos dels Trobadors Provençals. Interpretats per Maria del Mar Bonet. Orquestra dirigida per Antoni Ros Marbà). Reedició CD: BMG/Ariola
- No estés cohibido...Baudelaire. (Doble LP 1982 Antològic). Reedició CD: Picap/Actual Records 2008
- The Ragtime Dance (LP 1983. Dedicat als “Ragtimes” de Scott Joplin. Premio Nacional para Empresas Fonográficas 1983). Reedició CD: Picap/Actual Records 2008
- The Ragtime Dance single (LP 1983. Dedicat als “Ragtimes” de Scott Joplin. Premio Nacional para Empresas Fonográficas 1983). Reedició CD: Picap/Actual Records 2008
- Noche Oscura (LP 1984. “Lieder” de Sabatés. Interpretats per la soprano Carmen Bustamante). Reedició CD: Picap/Actual Records 2008
- A través del mirall (Doble LP 1986. Enregistrat en directe des de la Plaça del Rei de Barcelona. Amb Carmen Bustamante (soprano) i François Rabbath (contrabajo). Reedició CD: Picap/Actual Records 2008
- El secret de la criolla (LP 1988. Amb el grup de Càmera “Factor Quàntic”). Reedició CD: Picap/Actual Records 2011
- Nosferatu, hacia el vampiro (CD 1992. Música original per a la pel·lícula “Nosferatu, el Vampiro” (1922) de F.W. Murnau. Premio a la Creatividad 1993. Discogràfica: Nuevos Medios
- Jazzautor (CD 1994/ Premios SGAE 1992/ Diferents Autors). Productora SGAE
- Keatoniana (CD 1997. Música original per a la pel·lícula “Sherlock Junior” de Buster Keaton). Reedició CD: Picap/Actual Records 2008
- Federico García Lorca: De Granada a la luna. (CD 2000. Diferents Autors). Productora: Ático Siete.
- Improvisto (CD 2001 / Diferents autors). Productora: Hitop Records.
- Play piano play (CD 2003. En directe, des de la Plaça del Rei, selecció de temes dels concerts Grec 2001 i 2002 amb els pianistes Agustí Fernández, Chano Domínguez, Lluís Vidal, Francesc Capella, Albert Bover, Albert Sanz i el mateix Sabatés.

### Sense discogràfica / Altres edicions[8]
- Enllà passa l'amor, enllà però no tant! (CD 2003. Editat per Universitat de Lleida. Cançons de Sabatés sobre poemes de Màrius Torres. Rosa Tamarit soprano, Jordi Sabatés, piano). Editat per Universitat de Lleida 2000
- A propósito de Bola de Nieve (CD 2008. Música original J.Sabatés). Finalista als Premios de la Música d'Espanya 2008 en la categoria de “Millor Album de Jazz 08. Discogràfica: Picap/Actual Records
- Le piano magique. Jordi Sabates recrea a Segundo de Chomón. (DVD) (Selecció de pel·lícules de Segundo de Chomón amb música original de Sabatés. Edició Emilio Casanova Producciones. Producció Instituto Buñuel/Fundación Autor).

### Sabatés interpreta / arranjador[8]
- Ara va de bo
- Diòptria (autor: Pau Riba /LP 1969 amb el grup Om). Discogràfica LP: Concèntric. Reedición CD
- El Turronero
- Jordi Farràs (La Voss del Trópico), en el seu disc Les gavines de la Farga (1979)
- Los Bayuncos. Diferents discos (Andalucía 74, Cuatro años, En Navidad, Herencia de rociero, Las margaritas)
- Maria del Mar Bonet
- Om
- Ovidi Montllor. Diferents discos (4.02.42, Ovidi Montllor, Ovidi Montllor. Un entre tants, Ovidi Montllor.Veri God)
- Quico Pi de la Serra
- Xiula Maula

### Compositor / Intèrpret / Arranjador[8]
- Maria del Mar Bonet. LP Jardí tancat. (Autor: Maria del Mar Bonet / CD any 1990). Discogràfica: Ariola

### Jordi Sabatés / Recopilatoris
- Barcelona progressiva
- La Nova Cançó. Antologia
- Música progresiva española. Vol. 1.